# Jegrzy

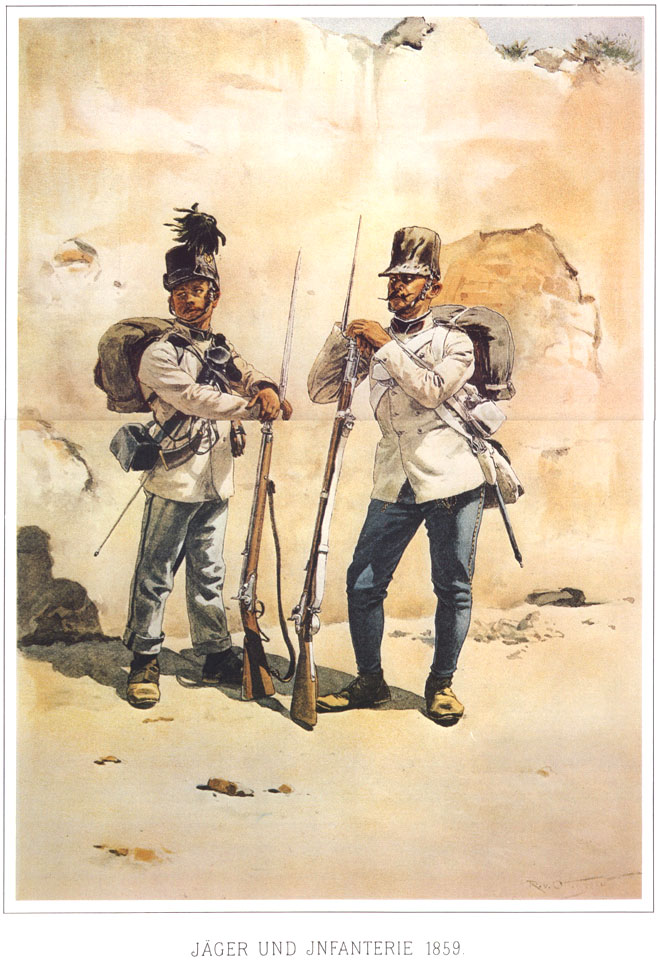
Armia Cesarstwa Austriackiego:
Jegier (po lewej)
Żołnierz piechoty liniowej (po prawej)

Jegrzy (z niem. Jäger) – formacje lekkiej piechoty wykorzystywane w charakterze strzelców wyborowych i/lub zwiadowców w armiach Prus, Austrii oraz Rosji od XVIII w. do końca I wojny światowej
Początkowo jegrzy specjalizowali się głównie w prowadzeniu celnego ognia z dużych odległości w odróżnieniu od piechoty liniowej prowadzącej zmasowany ogień salwowy na krótszych dystansach. Standardowo piechotę liniową wyposażano w długie gładkolufowe karabiny, zapewniające dużą (jak na tamte czasy) szybkostrzelność, jednak niską celność i donośność. Ze względu na specyfikę walki jegrzy zaopatrywani byli natomiast w sztucery wyposażone w lufy gwintowane (skrajnie zwiększające osiągi względem broni gładkolufowej), jednak bardziej kłopotliwe w ładowaniu (do gwintowanej lufy pocisk należało wbijać za pomocą młotka i stempla).
Od II połowy XIX w. wraz z postępem technologicznym i masowym wyposażeniem żołnierzy wszystkich formacji w ujednolicone karabiny gwintowane, jegrzy stopniowo tracili funkcję strzelców wyborowych, przekształcając się w jednostki głównie zwiadowcze.
Jegrzy rekrutowani byli głównie spośród ludności wiejskiej z terenów słabo zurbanizowanych (ludzi na co dzień obytych z bronią palną np. myśliwych). Preferowano osoby jak na tamte czasy niewysokie (poniżej 160 cm wzrostu).
W armii niemieckiej w odróżnieniu od innych formacji piechoty, nakryciem głowy jegrów nie była pikielhauba, a czako.